# 肯尼斯·米斯
查爾斯·愛德華·肯尼斯·米斯 FRS（1882年5月26日—1960年8月15日）是一名英國科學家和攝影研究員。

## 早年生活和教育
米斯出生於英格蘭北安普敦郡韋靈伯勒，是一位衛斯理會牧師的兒子。他就讀於倫敦大學。1906年，他以一篇有關攝影理論的論文獲得了理學博士學位。

## 職業生涯
1906年至1912年，米斯為Wratten and Wainwright, Ltd.工作，協助弗雷德里克·弗拉滕製作第一張全色照相底版，以及暗房用的濾光鏡和安全燈。
1912年，伊士曼柯達公司收購了Wratten and Wainwright, Ltd.，因為他們對米斯所提供的技術很感興趣。喬治·伊士曼說服米斯搬到美國紐約州羅徹斯特，米斯在那裡創立了柯達研究實驗室，並成為實驗室的第一任主任。
米斯在第一次世界大戰中協助美國軍方指導攝影。珍珠港事件後，米斯成為美國公民，以便在第二次世界大戰中能夠接觸到高度安全的戰爭項目和資訊。
之後，他被任命為伊士曼柯達公司負責研發的副總裁；他一直在這個職位上工作，直到1955年退休。
在他的職業生涯中，他發表了100篇科學論文和60部其他作品。他的成就包括開發了感光度高的攝影乳劑，用於天文學。
米斯於1947年至1954年間擔任喬治·伊士曼博物館第一任董事會主席。
1960年，他在夏威夷州檀香山逝世，享年78歲。

## 個人生活
他於1909年與愛麗絲·克里斯普（Alice Crisp）結婚，並育有兩個孩子格雷厄姆（Graham）和桃瑞絲（Doris）。
1951年，他的一條腿罹患大規模血栓，最終截肢。儘管如此，他還是很擅長使用義肢，甚至還能自己開車。

## 部分著作
- C.E. Kenneth Mees, An Atlas of Absorption Spectra, 1909.
- C.E. Kenneth Mees, The Photography of Colored Objects, 1909.
- C.E. Kenneth Mees, F. M. Hamer and L. G. S. Brooker. Recent advances in sensitizers for the photography of the infrared. J. Opt. Soc. Am., 23:216., 1933
- C.E. Kenneth Mees, Photography, Macmillan Co., New York, 1942.
- C.E. Kenneth Mees, The Theory of the Photographic Process, Macmillan Co., New York, 1942.
- C.E. Kenneth Mees & S. Sheppard, Investigations on the Theory of the Photographic Process.
- C.E. Kenneth Mees, The Path of Science, J. Wiley & sons, inc., 1946.
- C.E. Kenneth Mees and John A. Leermakers, The Organization of Industrial Scientific Research, McGraw-Hill, 1950.
- C.E. Kenneth Mees, From dry plates to Ektachrome film: a story of photographic research, Ziff-Davis Pub. Co., 1961.

## 榮譽
- 英國皇家攝影學會進步獎章（1912年、1952年）[2]
- 赫爾特和德里菲爾德獎章（1924年）[2]
- 亨利·德雷伯獎章（1936年）[5]
- 電影電視工程師協會進步獎章（1936年）[6]
- 美國哲學學會會士（1937年）[7]
- 皇家學會會士（1939年）[1]
- 美國文理科學院院士（1941年）[8]
- 美國國家科學院院士（1950年）[9]
- 富蘭克林獎章（1954年）
- 美國光學學會榮譽會士（1957年）
- 國際攝影名人堂入選者（1972年）

## 紀念
- C·E·K·米斯獎，柯達頒發的最高研究榮譽
- C·E·K·米斯獎章，由美國光學學會在奇數年頒發，並由米斯家族捐贈，自2017年起每年頒發一次[10]
- 羅徹斯特大學的C·E·K·米斯天文台（英语：C. E. K. Mees Observatory）
- 月球上的米斯環形山
- 哈萊阿卡拉火山的米斯太陽天文台

## 延伸閱讀
- James, Thomas H. . Photographic Research Laboratory, Eastman Kodak Company. 1990. ISBN 0879856572.

## 外部連結
- Dr. C.E. Kenneth Mees (1882–1960) 的存檔，存档日期4 March 2016. at iphf.org
- Historically speaking - tribute to C.E. Kenneth Mees, scientist and photographer, and former VP at Eastman Kodak
- Charles Edward Kenneth Mees 1882-1960 Mees' role in history of infrared photography development and Kodachrome
- National Academy of Sciences Biographical Memoir